# ویکی‌پدیای ایتالیایی
ویکی‌پدیای ایتالیایی (به ایتالیایی: Wikipedia in italiano) نسخهٔ ایتالیایی از ویکی‌پدیا است که از ژانویهٔ ۲۰۰۲ شروع به کار کرد و در ۹ مهٔ ۲۰۰۸ به ۴۵۰٬۰۰۰ مقاله رسید.
تا تاریخ ۲۲ مهٔ ۲۰۱۱ این دانش‌نامه با بیش از ۸۰۳٬۰۰۰ مقاله در رتبهٔ چهارم ویکی‌پدیاها قرار داشت.
در ۸ ژانویهٔ ۲۰۱۲، این دانش‌نامه با بیش از ۸۷۸٬۰۰۰ مقاله در ردهٔ پنجم زبان‌های ویکی‌پدیاها قرار داشت.
ویکی‌پدیای ایتالیایی، هم‌اکنون ۲۵ مارس ۲۰۲۵ میلادی، تعداد ۲٬۶۲۰٬۲۱۳ کاربرِ ثبت‌نام‌کرده، ۱۱۷ مدیر، و ۱٬۹۰۹٬۹۷۶ مقاله دارد.

## حرکت اعتراضی

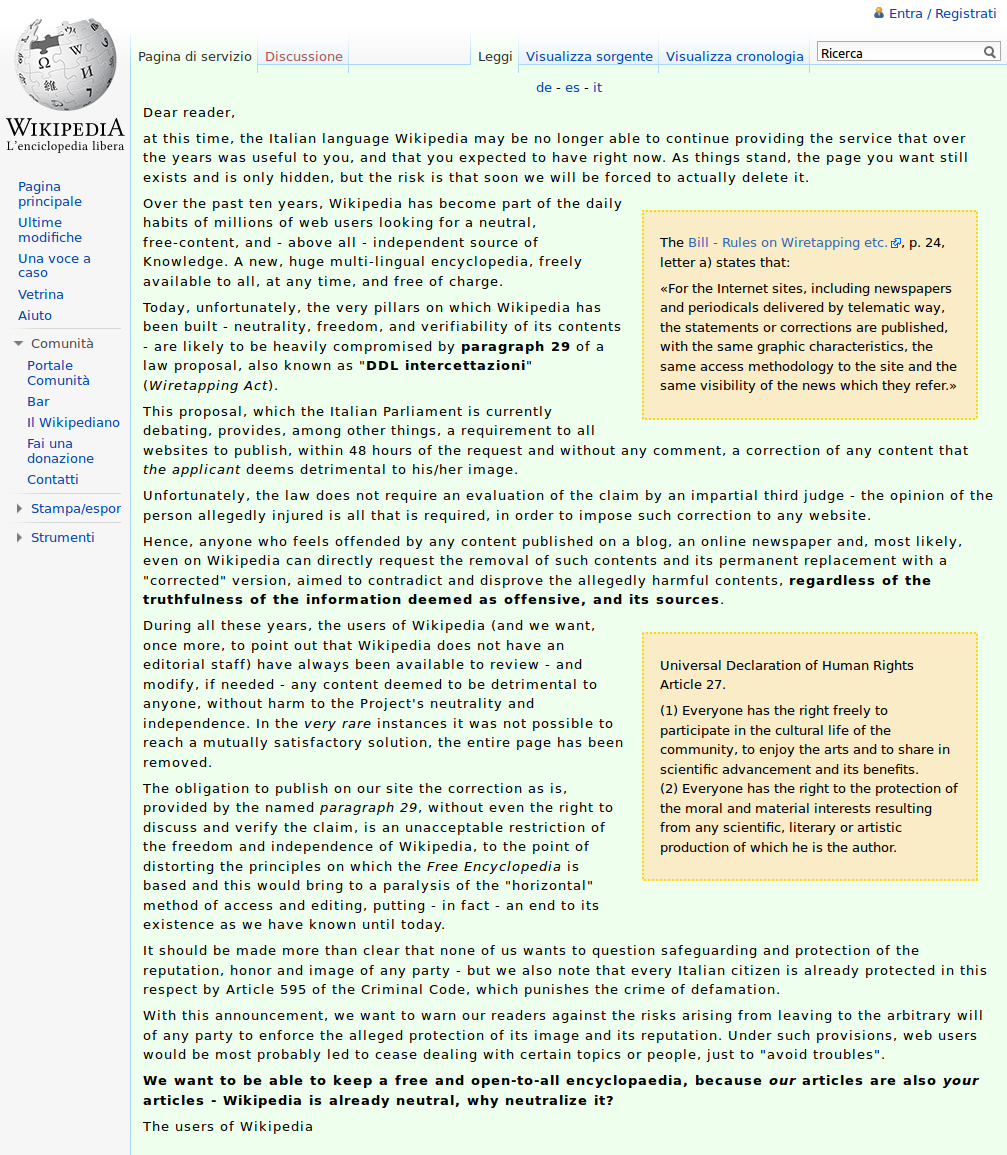
مرام‌نامهٔ ۴ اکتبر ۲۰۱۱

اجتماع ویکی‌پدیای ایتالیایی در تاریخ ۴ اکتبر ۲۰۱۱، برابر با ۱۲ مهر ۱۳۹۰، تصمیم گرفت در اعتراض به یکی از قوانین پارلمان ایتالیا محتوای ویکی‌پدیای ایتالیایی را پنهان و از دسترس خارج کند، و نهاد ویکی‌پدیا هم در همان روز با انتشار بیانیه‌ای از تصمیم اجتماع کاربران ویکی‌پدیای ایتالیایی پشتیبانی کرد. بنا بر قانون جدیدی که در آن تاریخ در پارلمان ایتالیا در حال تصویب بوده‌است، هر فردی در وب به اشخاص و مقامات آن کشور «افتراء» بزند باید تا ۴۸ ساعت پس از دریافت درخواست، آن مطلب را از صفحه‌اش پاک کند؛ در غیر این‌صورت به مبلغ ۱۲٬۰۰۰ یورو (۱۶٬۰۰۰ دلار) جریمه می‌شود. فعالان آزادی بیان می‌گویند این قانون می‌تواند دستاویزی برای سیلویو برلوسکونی، نخست‌وزیر ایتالیا و سرمایه‌دار معروف، باشد تا از این طریق هرگونه مخالفت با خود در فضای وب را سرکوب کند.